# Cécile Martinat
Cécile Martinat est une biologiste et chercheuse française, considérée comme l'une des plus grandes spécialistes des cellules souches et des maladies rares. 

## Biographie
Cécile Martinat est née en 1973 à Saint-Pompain. A 14 ans, sa famille et elle déménagent à Paris pour rejoindre son père, attaché culturel à l’Académie des beaux-arts. Elle passe son bac et poursuit ses études à l'université Pierre-et-Marie-Curie à Paris.
À partir de 1997, elle prépare un doctorat avec une thèse en virologie à l’Institut Pasteur. En 2001 après avoir obtenu son doctorat, elle part aux États-Unis pour effectuer un post-doctorat à l’université Columbia de New York. En 2005 après une rencontre fortuite avec le biologiste français Marc Peschanski lors d’un congrès scientifique à San Diego, elle rentre en France pour prendre part à la création d'un nouvel organisme, l'Institut des cellules souches pour le traitement et l’étude des maladies monogéniques (I-Stem).
En 2007, elle intègre l'INSERM et étudie les maladies neuromusculaires comme la maladie de Steinert ou l’amyotrophie spinale. En 2015, Martinat prend la tête de l'I-Stem.
En 2016, elle était élue présidente de la Société française de recherche sur les cellules souches (FSSCR).